# Matthias Maasch
Matthias Maasch (ur. 23 marca 1986 roku) – niemiecki zapaśnik walczący w stylu klasycznym. Piąty na mistrzostwach świata w 2015. Jedenasty w mistrzostwach Europy w 2016. Siódmy na igrzyskach europejskich w 2015. Siódmy w Pucharze świata w 2015 roku.
Mistrz Niemiec w 2012, 2014 i 2017, drugi w 2006 i 2016, a trzeci w 2009 roku.